# Diffuus grootcellig B-cellymfoom
Het diffuus grootcellig B-cellymfoom (DGBL, Engels: diffuse large B-cell lymphoma, DLBCL) is een agressief non-hodgkinlymfoom (lymfeklierkanker).
Het is de meest voorkomende vorm van een non-hodgkinlymfoom. In Nederland wordt de diagnose tussen de 800 en 1200 keer per jaar gesteld. De meeste patiënten zijn ouder dan 60 jaar, maar ook jongvolwassenen worden getroffen.
De meeste indolente (laaggradige) NHL-varianten kunnen in deze vorm veranderen ("transformeren"), wanneer dit gebeurt is de prognose slechter dan bij de oorspronkelijke presentatie van het lymfoom.
Subtypen van deze vorm zijn onder meer het primair mediastinaal B-cellymfoom, het primair centraal zenuwstelsellymfoom en intravasculair grootcellig B-cellymfoom.
Soms ontstaat het lymfoom in een teelbal, waardoor het een specifieke behandeling vereist.

## Diagnose
Diagnose vindt altijd plaats middels een lymfeklierextirpatie of een biopt van het aangedane weefsel. Ann Arbor-stadiëring wordt gebruikt om het stadium van de ziekte te bepalen, waarop vervolgens een behandeling wordt gebaseerd.

## Behandeling
Behandeling bestaat meestal uit chemotherapie zoals R-CHOP, eventueel gevolgd door bestraling. Bij een recidief of refractaire ziekte worden schema's zoals R-DHAP, R-ICE of R-VIM met BEAM en een stamceltransplantatie toegepast om de ziekte alsnog in remissie te brengen.
Sinds 2020 wordt ook polatuzumab ingezet als tweedelijnsbehandeling.

## Prognose
Het diffuus grootcellig B-cellymfoom is bij de helft van de patiënten volledig te genezen. Wanneer het lymfoom is getransformeerd echter, is de prognose meestal slechter.
Omdat patiënten levenslang een verhoogd risico houden op late bijwerkingen van de behandeling, een recidief en op een tweede vorm van kanker, dienen zij levenslang onder controle te blijven van een arts.